# 만나교회
만나교회는 대한민국 경기도 성남시 분당구 야탑동에 위치한 기독교대한감리회 소속의 교회이다. 1981년 김우영 목사에 의해 설립되었으며, 현재는 김병삼 목사가 담임목사로 시무하고 있다.

## 역사
1981년 10월, 서울시 잠실우성아파트 단지 앞 공터에서 천막교회로 시작되었다. 이후 1984년 송파로 이전하였으며, 1993년 분당신도시 개발과 함께 현재의 위치인 성남시 분당구 야탑동으로 이전하였다.

## 사역
만나교회는 "교회가 이 땅의 소망입니다"라는 슬로건 아래 예배, 훈련, 섬김을 핵심 가치로 삼고 있다. 다양한 문화 콘텐츠를 활용한 예배 형식을 시도하며, 지역사회와의 접점을 확대하기 위한 문화 행사를 개최하고 있다.

## 주요 활동
- 미디어 사역: 유튜브 채널 '매일만나365'를 통해 온라인 콘텐츠를 제공하고 있으며, 2021년에는 Studio.M을 개관하여 온라인 예배 환경을 구축하였다.[2]

## 담임목사
김병삼목사는 감리교신학대학교를 졸업하고, 미국 게렛 복음주의 신학교에서 목회학 석사(M.Div), 오하이오 연합신학대학원에서 선교학 박사(D.Miss) 학위를 취득하였다. 현재 만나교회의 담임목사로 시무 중이다.

## 참고 문헌
1. 1 2  디지털성남문화대전 - 만나교회
2. 1 2  만나교회 공식 홈페이지
3. ↑  UMNews - Worship and preaching in post-COVID-19